# Kignan
Kignan è un comune rurale del Mali facente parte del circondario di Sikasso, nella regione omonima.
Il comune è composto da 15 nuclei abitati:
- Boukarila
- Diana-Tiénou
- Djifolobougou
- Katogo
- Kérémèkoro
- Kignan
- Kombala
- Kossournani
- Kouna
- Missala
- Morila-Fansébougou
- N'Gana
- Sonflabougou
- Tenina-Mima
- Tiébé